# Aéroport international Sultan-Mahmud-Badaruddin-II

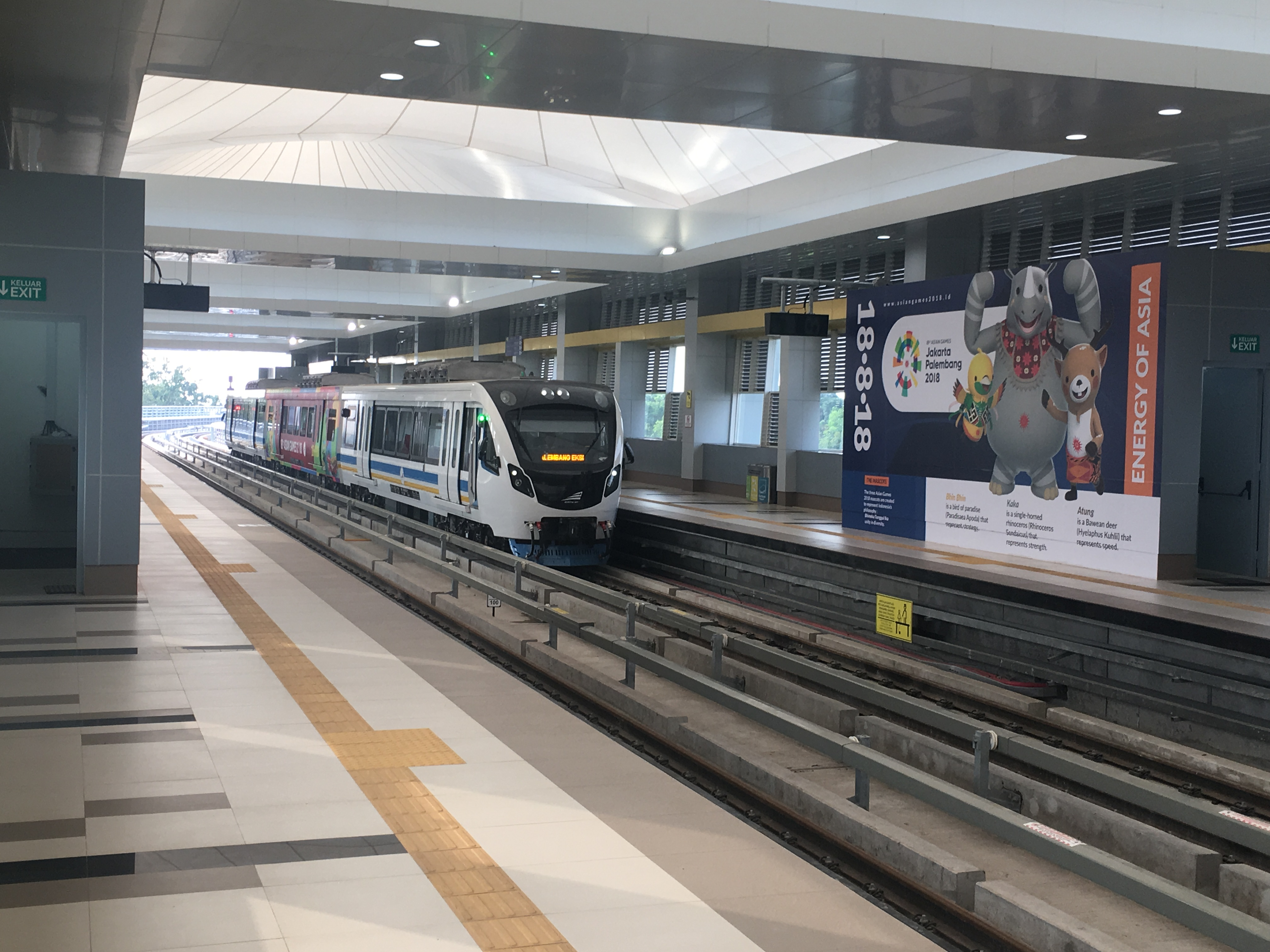
La station du métro léger.

L'aéroport Sultan Mahmud Badaruddin II (en indonésien : Bandar Udara Internasional Sultan Mahmud Badaruddin II) (code IATA : PLM • code OACI : WIPP) est un aéroport international desservant la ville de Palembang, dans le sud de Sumatra. L'aéroport porte le nom du dernier Sultan de Palembang, Mahmud Badaruddin II. Avec plus de 3 millions de passagers en 2013, c'est le 11e aéroport le plus fréquenté d'Indonésie.
L'aéroport est relié par un métro léger au centre-ville et au complexe sportif de Jakabaring dans le sud de Palembang.

## Histoire
Dès la fin de 1938, Palembang était desservie par un aéroport civil à Talang Betutu.
L'aéroport fut reconstruit par l'armée Japonaise durant l'occupation en 1942-1943. Le 15 juillet 1963, l'aéroport devient à la fois un aéroport civil et une base militaire. Le 3 avril 1985, l'aéroport prend le nom de Sultan Mahmud Badaruddin II.
Depuis le 1er avril 1991, l'aéroport est officiellement géré par Angkasa Pura II.
Quand la province de Sumatra du Sud fut désignée ville d'accueil du PON XVI en 2004, le gouvernement pensa à élargir la capacité de l'aéroport afin d'en faire un aéroport international. Le nouveau terminal fut complété et inauguré le 27 septembre 2005.

## Situation
| Banda Aceh Denpasar Pangkal · Pinang Tanjung · Pandan Djakarta-Soekarno-Hatta Bengkulu Solo Semarang Pangkalan · Bun Palangkaraya Sampit Palu Djakarta-Halim Perdanakusuma Samarinda Malang Surabaya Balikpapan Ende Kupang Komodo Gorontalo Jambi Bandar Lampung Ambon Tarakan Ternate Manado Gunung · Sitoli Medan Wamena Biak Merauke Timika Jayapura Pekanbaru Batam Tanjung · Pinang Bau-Bau Banjarmasin Makassar Palembang Bandung Pontianak Ketapang Bima Lombok Manokwari Sorong Padang Yogyakarta |

## Compagnies et destinations

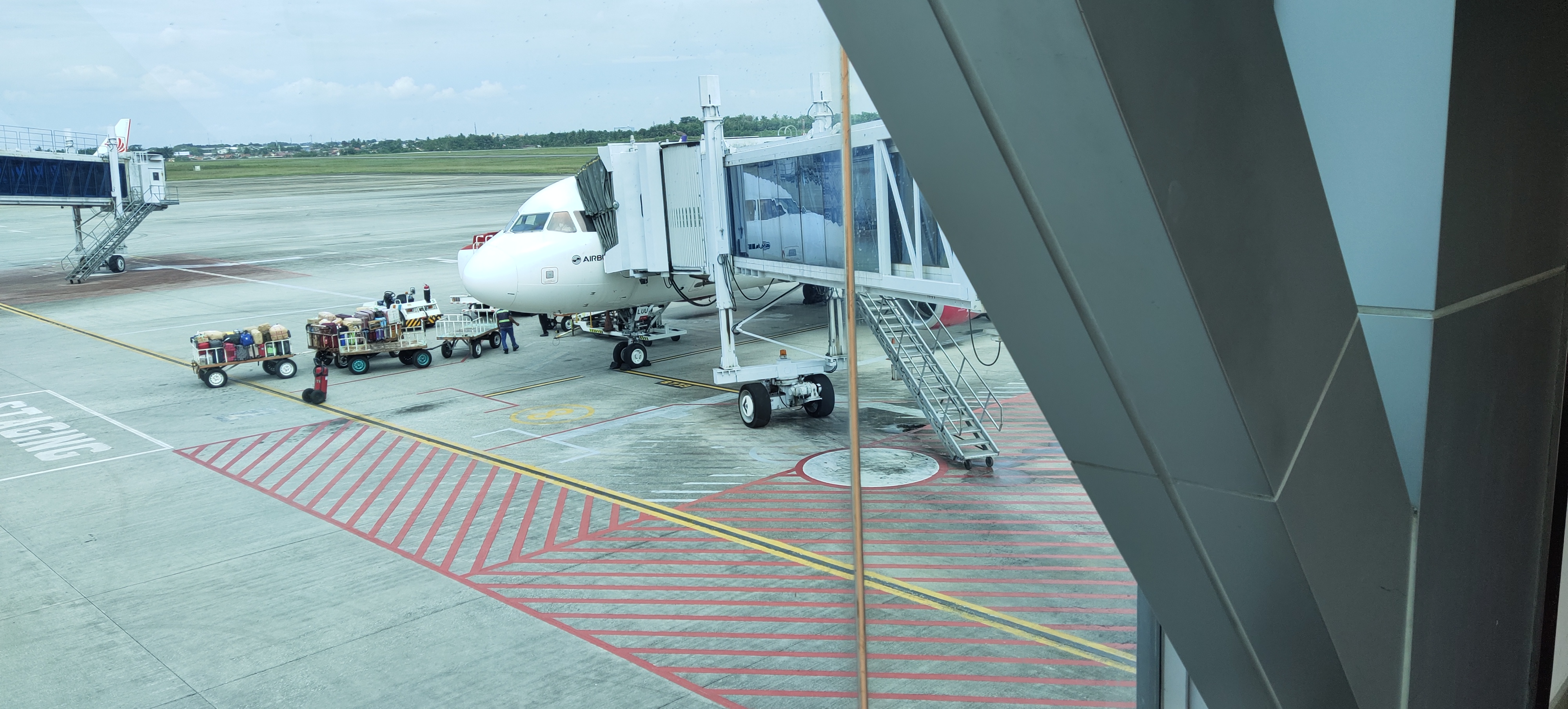
un vue d'un avion sur le tarmac de l'aéroporte de

| Compagnies       | Destinations |
| ---------------- | --- |
| AirAsia          | Kuala Lumpur |
| Batik Air        | Jakarta-Halim-Perdanakusuma, Djakarta-S.-Hatta |
| Citilink         | Bandar Lampung-Radin-Inten-II, Batam-Hang Nadim, Jakarta-Halim-Perdanakusuma, Djakarta-S.-Hatta, Muara Bungo (en), Padang-Tabing, Semarang-A. Yani, Surabaya-Juanda, Gatot Subroto (id), Yogyakarta-International                                                     |
| Garuda Indonesia | Bandar Lampung-Radin-Inten-II, Batam-Hang Nadim, Padangkemiling-Fatmawati Soekarno, Denpasar-Bali, Jakarta-Halim-Perdanakusuma, Djakarta-S.-Hatta, Jambi-Sultan Thaha, Medan-Kualanamu, Padang-Tabing, Pangkal Pinang-Depati Amir En saison : Djeddah - Roi-Abdelaziz |
| Lion Air         | Batam-Hang Nadim, Djakarta-S.-Hatta, Medan-Kualanamu, Pangkal Pinang-Depati Amir, Surabaya-Juanda, Yogyakarta En saison : Djeddah - Roi-Abdelaziz, |
| NAM Air          | Bandar Lampung-Radin-Inten-II, Djakarta-S.-Hatta, Pangkal Pinang-Depati Amir, Yogyakarta, Lubuklinggau |
| Scoot            | Singapour-Changi |
| Sriwijaya Air    | Djakarta-S.-Hatta |
| Wings Air        | Bandar Lampung-Radin-Inten-II, Bandung-H.-Sastranegara, Padangkemiling-Fatmawati Soekarno, Jambi-Sultan Thaha, Lubuklinggau, Padang-Tabing, Pagar Alam (en), Pangkal Pinang-Depati Amir, Pekanbaru (Simpang Tiga)                                                     |
| Xpress Air       | Semarang-A. Yani , Yogyakarta |

Édité le 11/02/2020

## Statistiques
| Rang | Destinations   | Fréquence hebdomadaire | Compagnies                                          |
| ---- | -------------- | ---------------------- | --------------------------------------------------- |
| 1    | Jakarta        | 155                    | Citilink, Garuda Indonesia, Lion Air, Sriwijaya Air |
| 2    | Batam          | 21                     | Citilink, Lion Air                                  |
| 3    | Bandung        | 7                      | Express Air                                         |
| 4    | Singapour      | 7                      | SilkAir                                             |
| 5    | Pangkal Pinang | 7                      | Sriwijaya Air                                       |
| 6    | Denpasar/Bali  | 7                      | Garuda Indonesia                                    |
| 7    | Medan          | 7                      | Garuda Indonesia                                    |
| 8    | Kuala Lumpur   | 7                      | AirAsia                                             |
| 9    | Yogyakarta     | 7                      | Nam Air                                             |

## Accidents et incidents
Le 24 septembre 1975, le Vol 150 de Garuda Indonesia s'écrase à l'approche de l'aéroport. L'accident, attribué aux mauvaises conditions climatiques et au brouillard, cause la mort de 25 des 61 passagers en plus d'une personne au sol.